# Афанасий (Герман)
Епископ Афанасий (в миру Александр Александрович Герман; род. 22 января 1982, город Днепродзержинск, Днепропетровская область, УССР, СССР) — архиерей Украинской православной церкви, епископ Камень-Каширский, викарий Волынской епархии (с 2020 года).

## Биография
Вырос и воспитывался в семье рабочих. В детстве принял Святое Крещение в храме святого великомученика Георгия в посёлке Петриковка Днепропетровской области. С 1988 по 1994 год учился в школе № 21 города Днепродзержинска. В связи с переездом родителей заканчивал среднее неполное образование в Елизаветовке Петриковского района Днепропетровской области. После окончания школы в 1997 году поступил в Петриковское профессионально-техническое училище № 79, которое окончил в 2000 году. После окончания училища с 2000 по 2002 год проходил срочную службу в железнодорожных войсках Вооружённых сил Украины в городе Чернигове. С 2002 по 2005 год работал разнорабочим.
С 2005 по 2009 год учился в Почаевской духовной семинарии. 17 июля 2008 года архиепископом Тернопольским и Кременецким Сергием был пострижен во чтеца в Свято-Успенском соборе Почаевской лавры.
5 марта 2009 года архиепископом Сергием в семинарском храме в честь преподобных Иова и Амфилохия Почаевских был пострижен в монашество с именем Афанасий в честь преподобномученика Афанасия, игумена Брестского. 21 марта архиепископом Сергием в семинарском храме Иова и Амфилохия Почаевских был рукоположён в сан иеродиакона. 21 августа педагогическим советом назначен преподавателем Почаевской духовной семинарии. 1 января 2010 года архиепископом Тернопольским и Кременецким Сергием в семинарском храме Иова и Амфилохия Почаевских был рукоположён в сан иеромонаха.
С 2011 по 2015 год учился заочно в Киевской духовной академии.
30 апреля 2011 года архиепископом Тернопольским и Кременецким Сергием награждён набедренником, 17 апреля 2015 года — золотым наперсным крестом.
12 ноября 2016 года епископом Волынским и Луцким Нафанаилом (Крикотой) принят в клир Волынской епархии и назначен клириком религиозной общины Всех Святых земли Волынской в городе Луцке Волынской области. 10 июля награждён наперсным крестом с украшениями.
6 января 2017 года возведён в сан архимандрита. 24 июля епископом Волынским и Луцким Нафанаилом назначен председателем отдела по делам монастырей Волынской епархии. В 2017 году назначен преподавателем Волынской духовной семинарии.
6 апреля 2018 года с благословения митрополита Киевского и всея Украины Онуфрия награждён вторым наперсным крестом с украшениями. 6 мая назначен настоятелем Покровского кафедрального собора города Луцка Волынской области.
18 марта 2020 года решением Священного синода Украинской православной церкви избран епископом Камень-Каширским, викарием Волынской епархии. 20 марта в Свято-Троицком Крестовом-домовом храме при резиденции предстоятеля УПЦ в Пантелеимоновском женском монастыре в Феофании в Киеве состоялось наречение. 28 марта митрополит Онуфрий совершил хиротонию архимандрита Афанасия (Германа) во епископа Камень-Каширского, викария Волынской епархии УПЦ.